# Борохи
Борохи, до ВОВ Борохов (укр. Борохи), село, 
Одноробовский сельский совет,
Золочевский район,
Харьковская область.
Код КОАТУУ — 6322684502. Население по переписи 2001 года составляет 20 (8/12 м/ж) человек.

## Географическое положение
Село Борохи находится в урочище Березов Яр, в 4-х км от пгт Золочев,
на расстоянии до 2-х км расположены сёла Рассоховатое, Мартыновка, Петровка.
Рядом проходит автомобильная дорога Т-2103.

## История
- 1700 — дата основания.
- В 1940 году, перед ВОВ, на хуторе Борохов было 29 дворов, два колодца и две ветряные мельницы.[1]

## Экономика
- Птице-товарная ферма.